# Nagoya Civic General Gymnasium
Il Nagoya Civic General Gymnasium (fino al 2007 chiamato anche Nagoya Rainbow Hall e dal 1º aprile 2007, per ragioni di sponsorizzazione chiamato Nippon Gaishi Hall) è un palazzetto dello sport situato a Nagoya in Giappone.
È un impianto polivalente, utilizzato principalmente per i concerti, la pallavolo e le arti marziali.
Nel 2006 e nel 2010 è stata una delle sedi del campionato mondiale femminile di pallavolo.